# Stromboli terra di Dio
|  | Aquest article tracta sobre una pel·lícula. Vegeu-ne altres significats a «Stromboli». |

Stromboli (títol original en italià Stromboli, terra di Dio) és una pel·lícula filmada el 1950 per l'italià Roberto Rossellini i protagonitzada per l'actriu Ingrid Bergman. És considerada un clàssic del neorealisme italià. Ha estat doblada al català.

## Rossellini i Bergman
La pel·lícula fou el resultat d'una carta d'Ingrid Bergman a Roberto Rossellini en què li escrigué que admirava el seu treball i volia fer una pel·lícula amb ell. Durant el rodatge de la pel·lícula, i tot i que els dos estaven casats, sorgí una relació sentimental entre ells i acabaren tenint un fill. Aquest fet fou un gran escàndol i comportà que Ingrid Bergman fos apartada durant anys de les produccions cinematogràfiques de Hollywood.

## Sinopsi
Per poder escapar d'un camp de concentració italià, Karin, una exiliada lituana, es casa amb un pescador de l'illa de Stromboli.
Stròmboli és una petita illa erma i àrida, de gent conservadora, i Karin és rebuda amb hostilitat. Els intents de Karin d'adaptar-se a la seva nova vida són insuficients, i la seva disconformitat la portarà a voler abandonar l'illa de Stromboli.

## Argument
Bergman interpreta el paper de Karin, una refugiada lituana en un camp de concentració italià després de la Segona Guerra Mundial. Després d'intentar sense èxit que li concedissin els papers per emigrar a l'Argentina, troba la manera de sortir del camp casant-se amb un soldat italià, paper interpretat per Mario Vitale, que feia dies que li demanava de casar-s'hi i li promet que la portarà al seu poble, en una illa preciosa, Stromboli.

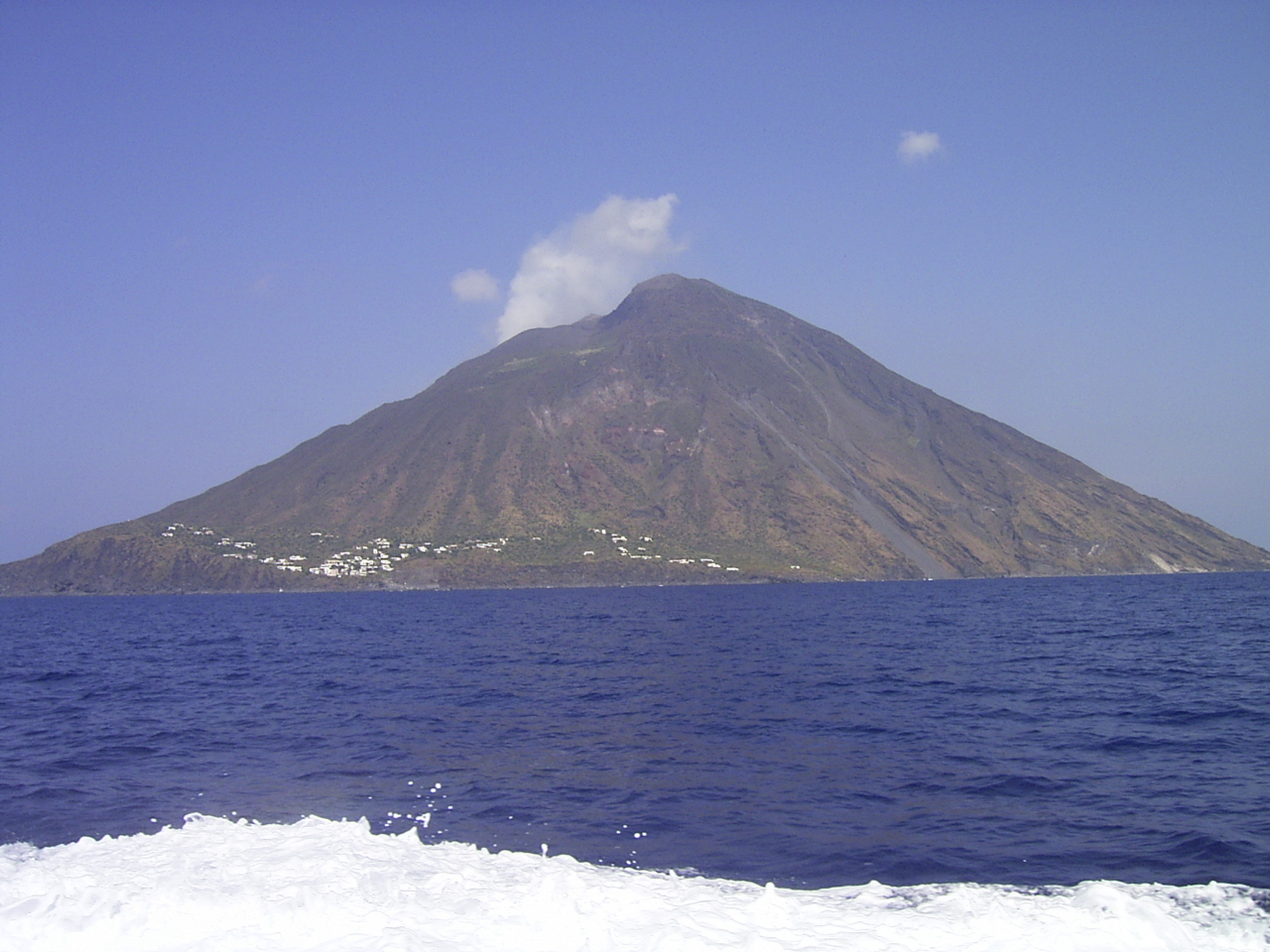
Vista de l'illa de Stromboli

Aviat descobrirà que aquest lloc preciós és una petita illa, dura i estèril, amb un volcà contínuament en erupció i on la poca gent que hi queda són molt tradicionals i conservadors, que veuen amb hostilitat l'estrangera nouvinguda. Karen és molt infeliç a l'illa. Després d'una erupció que obliga els habitants del poble a fugir amb barca durant unes hores pel perill que suposen les pedres llençades pel volcà, i sabent que està embarassada, decideix fugir amb l'ajuda del guardià del far. Ha de travessar sola l'illa i arribar a una població que hi ha a l'altre costat, però rendida per l'esforç, acaba la pel·lícula invocant l'ajut de Déu.
La majoria dels habitants de l'illa van ser interpretats pels mateixos habitants, típic del neorealisme.
La pel·lícula també conté segments documentals en què es pot veure com era la pesca a l'illa o les evacuacions quan el volcà entrava en erupció.

## El context social en la pel·lícula
El context social juga un paper crucial en el patiment i l’aïllament de Karin. L’illa de Stromboli, amb els seus habitants tradicionals i conservadors, reflecteix una societat tancada i hostil envers allò que és diferent. Karin, pel fet de ser estrangera, és rebutjada i marginada pels illencs, que la miren amb desconfiança. Aquesta tensió cultural i social intensifica el sentiment d’alienació de la protagonista, que no només no pot integrar-se a la comunitat, sinó que també és vista com una intrusa en un lloc on les relacions humanes estan marcades per la submissió i la conformitat. La seva vida a l’illa es converteix en un calvari, no només per la duresa del paisatge, sinó també per la incomprensió i la indiferència dels habitants cap a ella. El seu matrimoni, en lloc d’oferir-li una sortida, es converteix en una altra forma d’opressió, cosa que reflecteix les rígides estructures socials que la lliguen i li impedeixen trobar la seva veritable llibertat.